# ديريك بوب
ديريك بوب (بالإنجليزية: Derrick Pope)‏ هو لاعب كرة قدم أمريكية ولاعب كرة قدم كندية أمريكي، ولد في 4 مايو 1982 في غالفستون في الولايات المتحدة.

## وصلات خارجية
- ديريك بوب على موقع مرجع كرة القدم المحترفة.كوم (الإنجليزية)